# Yekaterina Poleshchuk
Yekaterina Poleshchuk –en ruso, Екатерина Полещук– (Gulkévichi, 24 de marzo de 1994) es una deportista rusa que compite en lucha libre.
Ganó una medalla de bronce en el Campeonato Mundial de Lucha de 2019 y una medalla de bronce en el Campeonato Europeo de Lucha de 2021, ambas en la categoría de 50 kg.

## Palmarés internacional
| Campeonato Mundial | Campeonato Mundial     | Campeonato Mundial | Campeonato Mundial |
| Año                | Lugar                  | Medalla            | Categoría          |
| ------------------ | ---------------------- | ------------------ | ------------------ |
| 2019               | Nursultán (Kazajistán) | Medalla de bronce  | 50 kg              |
| Campeonato Europeo |                        |                    |                    |
| Año                | Lugar                  | Medalla            | Categoría          |
| 2021               | Varsovia (Polonia)     | Medalla de bronce  | 50 kg              |